# Фицджеральд, Морис, 9-й граф Десмонд

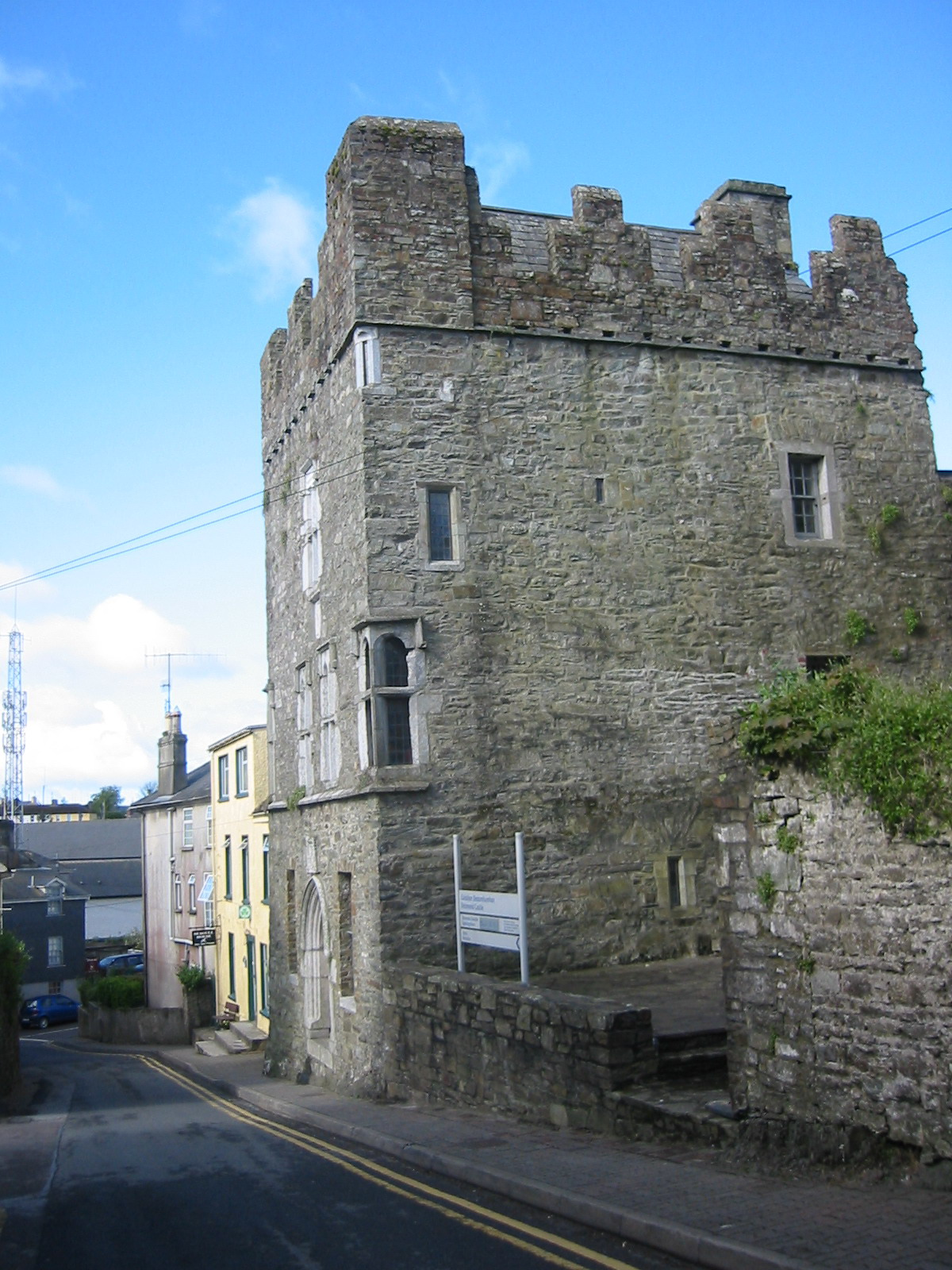
Замок Десмонд в Кинсейле

Морис Фицтомас Фицджеральд, 9-й граф Десмонд (англ.  Maurice FitzGerald, 9th Earl of Desmond; ум. 1520 году) — англо-ирландский аристократ, 9-й граф Десмонд (1487—1520).

## Биография

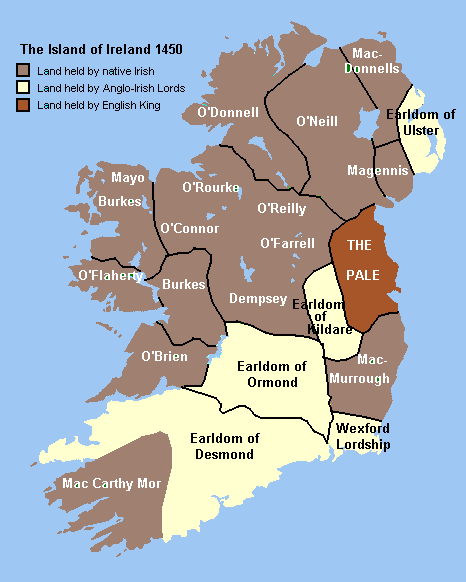
Карта Ирландии 1450 года, где на юго-западе острова показано графство Десмонд

Представитель англо-нормандской династии Фицджеральдов. Второй сын Томаса Фицджеральда, 7-го графа Десмонда (1426—1468), и Эллис де Барри, дочери Уильяма де Барри, 8-го барона Барри, и Эллен де ла Рош.
В декабре 1487 года после убийства своего старшего брата Джеймса Фицтомаса Фицджеральда, 8-го графа Десмонда, Морис Фицджеральд стал 9-м графом Десмонда. Убийца его брата, Джон Муртаг, был задержан и предан смерти.
В 1495 году Морис Фицтомас Фицджеральд поддержал самозванца Перкина Уорбека во время неудачной осады Уотерфорда. После подавления восстания Перкина Уорбека король Англии Генрих VII Тюдор не только простил Мориса Фицджеральда, но признал его права на города Лимерик, Корк, Кинсейл, Болтимор и Йол.
Около 1500 года Морис Фицджеральд перестроил замок Десмонд, трехэтажный дом в городе Кинсейл, чтобы служить таможенным домом для вина и пороха.
9-й граф Десмонд скончался в 1520 году и был похоронен в Трали.

## Браки и дети
Морис Фицджеральд, 9-й граф Десмонд, был дважды женат. Его первой женой стала Эллен Роше, дочь Мориса Роше, барона Фермоя. У супругов были два сына и две дочери:
- Томас Фицджеральд (ум. до 1564), пережил отца и оставил после себя одну дочь
- Джеймс Фицджеральд, 10-й граф Десмонд (ум. 1529)
- Джоан Фицджеральд, жена Кормака Ога Маккарти
- Эллис Фицджеральд, жена Коннора О’Брайена, короля Томонда[англ.] (1528—1540)

Вторично Морис Фицджеральд женился на Хоноре Фицгиббон, дочери белого рыцаря из боковой линии рода Фицджеральдов.